# دهستان انی
دهستان انی نام دهستانی در بخش مرکزی شهرستان گرمی، استان اردبیل در ایران است. براساس سرشماری مرکز آمار ایران در سال ۱۳۸۵، جمعیت آن ۶۲۵۱ نفر (۱۲۲۰ خانوار) بوده‌است.